# Krige med dansk deltagelse eller involvering
Dette er en liste over krige kongeriget Danmark har været/involveret i.
| År         | Navn                                        | Allierede | Fjender | Resultat                                                                                                 |
| ---------- | ------------------------------------------- | --- | --- | --- |
| 999/1000   | Slaget ved Svold                            | Kongeriget Danmark Kongeriget Sverige | Kongeriget Norge | Sejr |
| 1048-1064  | Harald Hårderådes invasion af Danmark       | Kongeriget Danmark | Kongeriget Norge | Sejr Harald opgiver at erobre den danske krone. Danmark anerkender Harald som konge af Norge             |
| 1146-1157  | Borgerkrigen mellem Svend, Knud og Valdemar | Valdemar den Store | Knud 5. Svend Grathe | Valdemar blev enekonge af Danmark                                                                        |
| 1147       | Vendiske korstog                            | Kongeriget Danmark Kongeriget Polen Det tysk-romerske Rige | Obotritter Lutici føderation | Sejr |
| 1203-1290  | Liviske Korstog                             | Kongeriget Danmark Kongeriget Sverige Sværdbroderordenen Den Liviske Orden | Baltiske indfødte | Sejr |
| 1274-1275  | Krigen mod Valdemar Birgersson              | Kongeriget Danmark | Kongeriget Sverige | Sejr |
| 1276-1278  | 6000-marks krigen                           | Kongeriget Danmark | Kongeriget Sverige | Sejr |
| 1289-1295  | De fredløses krig                           | Kongeriget Danmark Støttet af: Mecklenburg | Kongeriget Norge Danske fredløse | Tab |
| 1345       | Folkeopstanden Sankt Jørgens Nat            | Kongeriget Danmark Den Liviske Orden Den Tyske Orden Øsel-Wiek bispedømme | Revala Harria Rotalia Vironia Oeselia | Sejr |
| 1392-1398  | Krigen med Fetaljebrødre                    | Kongeriget Danmark | Fetaljebrødre | Sejr |
| 1426-1435  | Krigen om Slesvig                           | Kalmarunionen - Danmark - Sverige - Norge Støttet af: Grevskabet Pommern-Barth | Hanseforbundet - Hamburg - Lübeck - Lüneburg - Rostock - Stralsund - Wismar Grevskabet Holsten-Rendsborg                                                                                                  | Tab |
| 1500       | Felttoget i Ditmarsken                      | Kalmarunionen - Danmark | Ditmarsken | Tab |
| 1501-1503  | Deponeringskrig mod kong Hans               | Kalmarunionen - Danmark - Norge | Kongeriget Sverige | Tab |
| 1501-1512  | Svante Nilsson Stures krig mod Danmark      | Kalmarunionen - Danmark - Norge | Kongeriget Sverige Norsk oprør Lübeck | Sejr |
| 1521-1523  | Gustav Vasas oprør                          | Kalmarunionen - Danmark - Norge | Kongeriget Sverige | Tab. Sverige udtræder af Kalmarunionen og Gustav Vasa bliver konge af Sverige.                           |
| 1534-1536  | Grevens Fejde                               | Christian 3. Hertugdømmet Slesvig Hertugdømmet Holsten Kongeriget Sverige Hertugdømmet Preussen Jylland | Christian 2. Grevskabet Oldenborg Lübeck Skåne Malmø København Sjælland | Reformationen i Danmark Borgerkrig i Danmark. Styrkerne ledet af den protestantiske Christian 3. sejrer. |
| 1558-1583  | Den livlandske krig                         | Livlandske konføderation Kongeriget Sverige Danmark-Norge Polen-Litauen | Zar-Rusland Kongedømmet Livland | Sejr |
| 1563-1570  | Den Nordiske Syvårskrig                     | Danmark-Norge Polen-Litauen Lübeck | Kongeriget Sverige | Status quo ante bellum                                                                                   |
| 1571       | Søslaget nær Hel [kilde mangler]            | Kongeriget Danmark | Polen-Litauen | Sejr |
| 1611-1613  | Kalmarkrigen                                | Kongeriget Danmark | Kongeriget Sverige | Sejr |
| 1618-1648  | Trediveårskrigen                            | Forenede Nederlande Kongeriget Sverige Bøhmen Danmark-Norge (1625-1629) Kongeriget Frankrig Sachsen Braunschweig-Lüneburg England Brandenburg-Preussen Transsylvanien Ungarske anti-Habsburgskske-oprører Saporoger-kosakker Osmanniske Rige                                                                                  | Tysk-romerske rige - Den Katolske Liga - Østrig - Bayern - Kongeriget Ungarn - Kongeriget Kroatien Spanien og dets besiddelser Danmark (1643-1645)                                                        | |
| 1643-1645  | Torstenssonfejden                           | Danmark-Norge | Kongeriget Sverige | Tab |
| 1657-1660  | Karl Gustav-krigene                         | Danmark-Norge | Kongeriget Sverige | Tab Danmark-Norge mister Skåne, Halland og Blekinge til Sverige.                                         |
| 1672-1678  | Den fransk-hollandske krig                  | Danmark-Norge Forenede Nederlande Brandenburg Habsburgske østrig Spanien Lorraine | Kongeriget Frankrig England Fyrstbispedømmet Münster Kurfyrstendømmet Köln Sverige | |
| 1675-1679  | Den skånske krig                            | Danmark-Norge | Kongeriget Sverige | Status quo ante bellum                                                                                   |
| 1700-1721  | Den Store Nordiske Krig                     | Rusland · Danmark-Norge · (1700, 1709–) · Polen-Litauen · (1700–04, 1709–) · Sachsen · (1700–06, 1709–) · Det kosakkiske hetmanat (1700–08) · Preussen · (1715–) · Hannover · (1715-) · Storbritannien · (1717–19) | Kongeriget Sverige · Holstein-Gottorp · Polen-Litauen · (1704–09) · Osmanniske rige · (1710–14) · Det kosakkiske hetmanat (1708–09) · Storbritannien · (1700, 1719–21)                                    | Sejr |
| 1769-1772  | Den Algierske Ekspedition                   | Danmark-Norge | Algeriet | Tab |
| 1788       | Tyttebærkrigen                              | Danmark-Norge Rusland | Kongeriget Sverige | Status quo ante bellum                                                                                   |
| 1788-1790  | Den russisk-svenske krig                    | Danmark-Norge Rusland | Kongeriget Sverige | Status quo ante bellum                                                                                   |
| 1797       | Søslaget ved Tripoli                        | Danmark-Norge | Tripolitania | Sejr |
| 1799-1802  | Anden koalitionskrig                        | Danmark-Norge Første franske republik polske legioner Den romerske republik Bataviske Republik Cisalpinske Republik Parthenopæiske Republik Den helvetiske republik | Det Forenede Kongerige Storbritannien Ærkehertugdømmet Østrig Det Russiske Kejserrige Kongeriget Portugal Kongeriget Napoli Storhertugdømmet Toscana Johanniterordenen Osmanniske rige Franske royalister | Sejr |
| 1801-1814  | Englandskrigene                             | Kongeriget Danmark Franske Kejserdømme Spanien | Kongeriget Sverige Det Forenede Kongerige Storbritannien | Tab |
| 1803-1813  | Napoleonskrigene                            | Franske Kejserdømme Holland Kongeriget Italien Etrurien Napoli Hertugdømmet Warszawa Rhinforbundet: - Bayern - Sachsen - Westfalen - Württemberg Danmark-Norge | Østrig Rusland Preussen Det Forenede Kongerige Storbritannien Spanien Portugal Sicilien Sardinien Sverige Kurfyrstedømmet Braunschweig-Lüneburg                                                           | Tab Danmark taber Norge til Sverige                                                                      |
| 1808-1809  | Den Dansk-Svenske Krig                      | Kongeriget Danmark Franske Kejserdømme | Kongeriget Sverige Det Forenede Kongerige Storbritannien | Status quo ante bellum                                                                                   |
| 1848-1850  | 1. Slesvigske krig                          | Kongeriget Danmark | Slesvig-Holsten Preussen | Sejr |
| 1864       | 2. Slesvigske Krig                          | Kongeriget Danmark | Preussen Kejserriget Østrig | Tab Kongeriget Danmark mister Slesvig, Holsten og Lauenborg.                                             |
| 1950-1953  | Koreakrigen                                 | Republikken Korea Storbritannien USA Australien Belgien Canada Colombia Etiopien Frankrig Grækenland Nederlandene Filippinerne Sydafrika Thailand Tyrkiet Lægeligt støtte: - Danmark - Indien - Italien - Norge - Sverige | Den Demokratiske Folkerepublik Korea Folkerepublikken Kina Sovjetunionen Lægeligt støtte: - Bulgarien - Polen - Rumænien - Tjekkoslovakiet                                                                | Sejr |
| 1990-1991  | Golfkrigen                                  | USA Storbritannien Republikken Korea Spanien Kongeriget Sverige Kongeriget Danmark Kongeriget Norge Argentina Australien Belgien Canada Tjekkoslovakiet Eqypten Frankrig Grækenland Ungarn Italien Kuwait Marokko Holland New Zealand Niger Oman Polen Pakistan Qatar Saudi Arabien Senegal Syrien Forenede Arabiske Emirater | Irak | Sejr |
| 1991-1995  | Krigen i Bosnien-Hercegovina                | Kroatien Bosnien-Hercegovina NATO | Den Serbiske Republik Krajina Jugoslavien Republika Srpska | Sejr |
| 1998-1999  | Kosovokrigen                                | Albanien Kosovo NATO | Jugoslavien | Sejr |
| 2001- 2021 | Krigen i Afghanistan                        | Afghanistan Den Nordlige Alliance Forenede Nationer: | Taliban al-Qaeda Usbekistans islamiske bevægelse Hezbi Islami | Tab |
| 2003-2011  | Irakkrigen                                  | Den nye irakiske hær Kurdiske tropper USA Storbritannien Kongeriget Danmark Andre lande fra koalitionen | Saddam Husseins Irak (Post-Saddam konflikt) Baath tilhængere Mahdi-militsen Irakisk al-Qaeda og andre oprørsgrupper                                                                                       | Sejr |
| 2009-2016  | Operation Ocean Shield                      | Belgien Canada Danmark Grækenland Holland Italien Norge Portugal Spanien Storbritannien Tyrkiet Tyskland USA New Zealand Ukraine | Somaliske pirater | Sejr |